# Infant

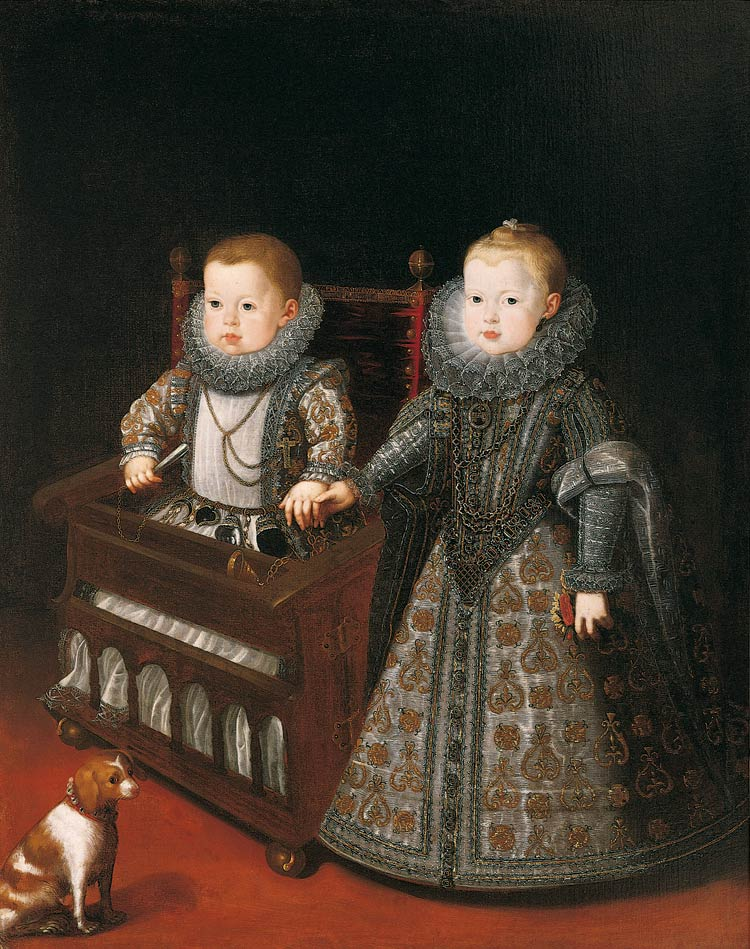
Don Alfonsa "el Caro" en Doña Ana Margarita

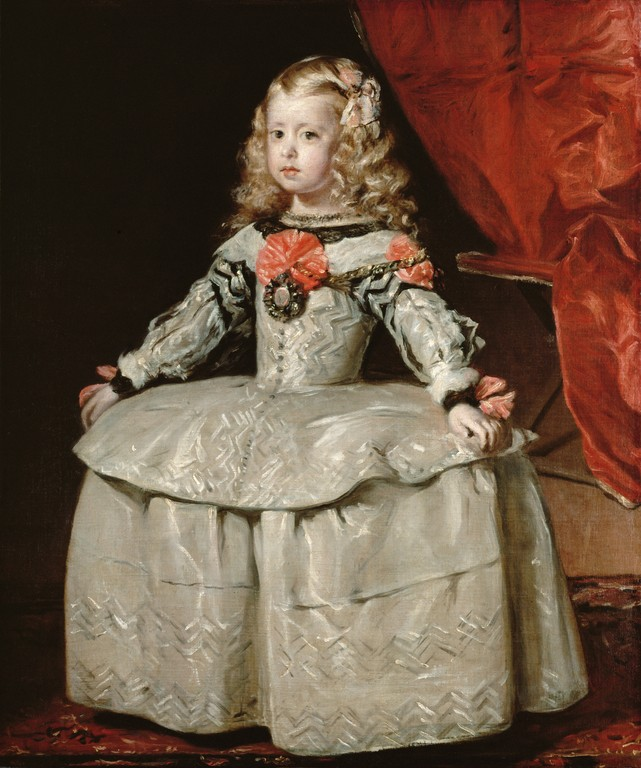
de infante Magharita Theresia, bekend van Las Meninas

Infant (vrouwelijk: infante) is een dynastieke titel die sinds de 13e eeuw wordt gedragen door de jongere kinderen van de Spaanse monarchen. Ook de kinderen van het hoofd van de voormalige Portugese koninklijke familie dragen deze titel.
Infant komt van het Latijnse infans en betekent kind (van fari, spreken, dus letterlijk: die nog niet kan spreken). Oorspronkelijk was het in het Spaans de term die voor een kind onder de 7 jaar werd gebruikt.
Het oudste kind van de koning of koningin van Spanje draagt de titel prins of prinses van Asturië en dus niet de titel infant. Vaak is dit de Spaanse troonopvolger. Is de prins of prinses van Asturië geen troonopvolger, dan blijft hij/zij de titel net zo lang dragen tot er een troonopvolger is (zie bijvoorbeeld Maria de las Mercedes van Spanje).
De oudste zoon van het hoofd van de voormalige koninklijke familie van Portugal (de hertog van Bragança), draagt de titel prins van Beira.
De Spaanse koning kan de titel ook aan andere leden van de familie verlenen, zoals neven en nichten en zelfs aangetrouwde familieleden.
De huidige infantes van Spanje zijn:
- Sofía van Spanje
- Elena van Spanje
- Cristina van Spanje
- Margarita Maria van Bourbon

Prins Carlos van Bourbon-Sicilië was tot zijn dood op 5 oktober 2015 de enige infant van Spanje. Prins Carlos was een neef van Koning Juan Carlos en een kleinzoon van bovengenoemde Maria de las Mercedes van Spanje.